# Eleições na Califórnia
As eleições na Califórnia são realizadas para eleger vários cargos locais, estaduais e federais. Na Califórnia, eleições regulares são realizadas todos os anos, além de eleições especiais que podem ocorrer em datas diferentes e das eleições de recall. Além disso, iniciativas estaduais, encaminhamentos legislativos e referendos podem ser votados pela população.